# Communauté de communes Porte d'Aquitaine en Pays de Serres
La communauté de communes Porte d'Aquitaine en Pays de Serres est une ancienne communauté de communes française, située dans le département de Lot-et-Garonne et la région Nouvelle-Aquitaine.

## Histoire
Au 1er janvier 2022, la communauté de communes Porte d'Aquitaine en Pays de Serres est dissoute et les communes sont rattachées à la communauté d'agglomération d'Agen.

## Composition
Le 1er janvier 2016, les communes de Castelculier et Saint-Pierre-de-Clairac ont rejoint l'Agglomération d'Agen.
La communauté de communes était composée des 13 communes suivantes :

| Nom                       | Code Insee | Gentilé          | Superficie (km2) | Population (dernière pop. légale) | Densité (hab./km2) |
| ------------------------- | ---------- | ---------------- | ---------------- | --------------------------------- | ------------------ |
| Puymirol (siège)          | 47217      | Puymirolais      | 19,54            | 903 (2022)                        | 46                 |
| Beauville                 | 47025      | Beauvillois      | 23,17            | 552 (2022)                        | 24                 |
| Blaymont                  | 47030      | Blaymontois      | 13,56            | 215 (2022)                        | 16                 |
| Cauzac                    | 47062      |                  | 14,52            | 413 (2022)                        | 28                 |
| Dondas                    | 47082      | Dondassiens      | 14,37            | 216 (2022)                        | 15                 |
| Engayrac                  | 47087      | Engayracais      | 10,03            | 159 (2022)                        | 16                 |
| Saint-Jean-de-Thurac      | 47248      |                  | 5,12             | 560 (2022)                        | 109                |
| Saint-Martin-de-Beauville | 47255      |                  | 7,54             | 156 (2022)                        | 21                 |
| Saint-Maurin              | 47260      | Saint-Maurinois  | 21,74            | 383 (2022)                        | 18                 |
| Saint-Romain-le-Noble     | 47274      | Romaintois       | 8,5              | 401 (2022)                        | 47                 |
| Saint-Urcisse             | 47281      | Saint-Urcissiens | 10,93            | 245 (2022)                        | 22                 |
| La Sauvetat-de-Savères    | 47289      | Savériens        | 6,86             | 482 (2022)                        | 70                 |
| Tayrac                    | 47305      | Tayracais        | 12,89            | 380 (2022)                        | 29                 |

## Démographie
| 1968  | 1975  | 1982  | 1990  | 1999  | 2006  | 2011  | 2016  |
| ----- | ----- | ----- | ----- | ----- | ----- | ----- | ----- |
| 4 201 | 3 788 | 4 011 | 4 431 | 4 593 | 4 941 | 5 168 | 5 316 |

## Compétences

### Compétences obligatoires
- Aménagement de l'espace
- Développement économique

## Administration
| Période                                  | Période       | Identité            | Étiquette | Qualité                                                       |
| ---------------------------------------- | ------------- | ------------------- | --------- | ------------------------------------------------------------- |
| janvier 2013                             | 10 avril 2014 | Marie-France Salles | DVG       | Conseillère générale du canton de Beauville, maire d'Engayrac |
| 10 avril 2014                            |               | Olivier Grima       | SE        | Maire de Castelculier depuis 2014                             |
|                                          | 2021          | Jean-Louis Coureau  | DVG       | maire de Puymirol                                             |
| Les données manquantes sont à compléter. |               |                     |           |                                                               |

## Historique
Elle a été créée par fusion de la Communauté de communes des Coteaux de Beauville et de la Communauté de communes des Deux Séounes en janvier 2013.